# I Wanna Go
I Wanna Go – trzeci singel amerykańskiej piosenkarki Britney Spears promujący jej siódmy studyjny album, którego premiera odbyła się w marcu 2011 roku. Utwór napisali Shellback, Max Martin i Savan Kotecha, a wyprodukowali go Martin i Shellback.
"I Wanna Go" otrzymała pozytywne recenzje od krytyków.

## Tło
"I Wanna Go" została napisana przez Shellbacka, Maxa Martina, i Savana Kotecha, a wyprodukowana przez Martina i Shellbacka. Piosenka została zarejestrowana na Broadcast Music Incorporated pod tytułem "I I I Wanna Go O O". 22 lutego 2011, Spears zamieściła na swoim profilu na Twitterze 29-sekundowy klip piosenki. Martin nazwał go "niezwykłym". 10 maja 2011, strona internetowa BreatheHeavy.com ogłosiła, że "I Wanna Go" zostanie wydana jako trzeci singel z płyty Femme Fatale. Jednak oficjalna strona internetowa Spears mówi, że piosenka zostanie wydana jako trzeci singel z płyty 13 maja 2011.

## Teledysk
Teledysk do "I Wanna Go" został wyreżyserowany przez Chrisa Marrs Piliero i nakręcony w Los Angeles w Kalifornii.
Film zaczyna się na konferencji prasowej, gdzie Spears ubrana jest w bluzkę z Myszką Micki (hołd dla jej gry w The New Mickey Mouse Club). Następnie reporterzy pytają się wokalistkę m.in. o to "Czy to prawda, że nie może jeść fast foodów?". Zdenerwowana Britney odpowiada dziennikarzom w niecenzuralny sposób i wychodzi z pomieszczenia. Następnie Spears wychodzi na ulicę, ubrana w białą kurtkę i czarną spódnicę z wojskowymi butami z kolcami na nogach. Po czym podpisuje fanowi swoją płytę "Femme Fatale". Podczas refrenu rozpina kurtkę, przez co oczarowuje męską część przechodniów.
Wokalistka idzie dalej w dół ulicy, gdzie rozbija kamery paparazzi. Następnie pojawia się więcej paparazzi. W następnej scenie artysta ucieka na dach samochodu. Potem rozbija resztę aparatów mikrofonem. Następnie wszyscy paparazzi okazują się cyborgami. Przed nimi ratuje ją Guillermo Díaz. W następnej scenie, Spears tańczy na siedzeniu pasażera w różowym bikini, po czym Guillermo wylewa sobie na twarz karton mleka. Nagle z jego torsu zaczynają lecieć iskry. Spears rozpina mu koszulę, po czym okazuje się, że on także jest cyborgiem. Następnie okazuje się, że to były tylko wyobrażenia Spears na konferencji prasowej. Po czym Guillermo wyprowadza wokalistkę z pomieszczenia. Nagle odwraca się do kamery. Jego oczy błyszczą na czerwono, a jego śmiech jest podobny do tego, z teledysku "Thriller" Michaela Jacksona.

## Lista odtwarzania
- Digital download

1. "I Wanna Go" – 3:30

- UK digital EP

1. "I Wanna Go" (Gareth Emery Remix) – 5:25
2. "I Wanna Go" (Vada Remix) – 7:39
3. "I Wanna Go" (Moguai Remix) – 7:11
4. "I Wanna Go" (Pete Phantom Remix) – 3:18

- German CD single

1. "I Wanna Go" – 3:30
2. "I Wanna Go" (Gareth Emery Remix) – 5:26

- Digital download – remixes

1. "I Wanna Go" – 3:30
2. "I Wanna Go" (Captain Cuts Club Mix) – 4:43
3. "I Wanna Go" (Alex Dreamz Radio Edit) – 4:07
4. "I Wanna Go" (OLIVER Extended Remix) – 4:57
5. "I Wanna Go" (Deluka BS Radio Remix) – 3:15
6. "I Wanna Go" (Wallpaper Extended Remix) – 4:03
7. "I Wanna Go" (Smash Mode Radio Remix) – 3:49
8. "I Wanna Go" (Disco Fries Radio Remix) – 3:34
9. "I Wanna Go" (Jump Smokers Radio Remix) – 4:51
10. "I Wanna Go" (Desi Hits! Remix) – 4:36

## Notowania
| Listy (2010)                                  | Najwyższa pozycja |
| --------------------------------------------- | ----------------- |
| Australia (ARIA)                              | 31                |
| Austria (Ö3 Austria Top 75)                   | 43                |
| Belgia ((Ultratop 50 Flanders)                | 22                |
| Belgia ((Ultratop 40 Wallonia)                | 10                |
| Brazylia (Billboard Brasil)                   | 25                |
| Czechy (IFPI)                                 | 24                |
| Dania (Tracklisten)                           | 20                |
| Dania (Tracklisten)                           | 20                |
| Finlandia (Suomen virallinen lista)           | 10                |
| Francja (SNEP)                                | 6                 |
| Irlandia (IRMA)                               | 41                |
| Kanada (Canadian Hot 100)                     | 7                 |
| Korea Południowa (International Chart) (GAON) | 1                 |
| Niemcy (Media Control AG)                     | 32                |
| Norwegia (VG-lista)                           | 18                |
| Nowa Zelandia (RIANZ)                         | 22                |
| Polska (ZPAV)                                 | 2                 |
| Słowacja (IFPI)                               | 1                 |
| Szwajcaria (Schweizer Hitparade)              | 27                |
| Szwecja (Sverigetopplistan)                   | 30                |
| US Billboard Hot 100                          | 7                 |
| US Hot Dance Club Songs (Billboard)           | 1                 |
| US Pop Songs (Billboard)                      | 2                 |

### United World Chart
| Pozycja (Sprzedaż tygodniowa) | 24 (101,000) | 17 (110,000) | 16 (127,000) | 15 (144,000) | 13 (144,000) | 10 (154,000) | 11 (143,000) | 11 (143,000) | 13 (146,000) | 12 (140,000) |
| Sprzedaż całkowita            | 101,000+     | 211,000+     | 338,000+     | 482,000+     | 626,000+     | 780,000+     | 923,000+     | 1,066,000+   | 1,212,000+   | 1,352,000+   |
| Tydzień                       | 11           | 12           | 13           | 14           | 15           |              |              |              |              |              |
| Pozycja (Sprzedaż tygodniowa) | 21 (124,000) | 22 (110,000) | 23 (102,000) | 27 (87,000)  | 30 (76,000)  |              |              |              |              |              |
| Sprzedaż całkowita            | 1,476,000+   | 1,586,000+   | 1,688,000+   | 1,775,000+   | 1,851,000+   |              |              |              |              |              |